# 市民中心駅 (杭州市)
市民中心駅（しみんちゅうしんえき、中文表記: 市民中心站）は中華人民共和国浙江省杭州市上城区に位置する杭州地下鉄4号線及び7号線の駅。

## 歴史
- 2015年2月2日：4号線の駅として開業[1]。
- 2021年9月17日：7号線の開業により、乗り換え駅となる[2]。

## 駅構造
4号線・7号線とも島式ホーム1面2線を有する地下駅である。4号線ホームは富春路寄りの、7号線ホームは解放東路路寄りの地下にある。4号線駅の江錦路路方、7号線駅の奥体中心方には上下線をつなぐ片渡り線が設置されている。7号線の片渡り線の真上に地下街が設置されています。
19箇所の出口が存在しており、これは杭州地下鉄の駅としては最も出口が多い駅の1つともなっている。

### のりば

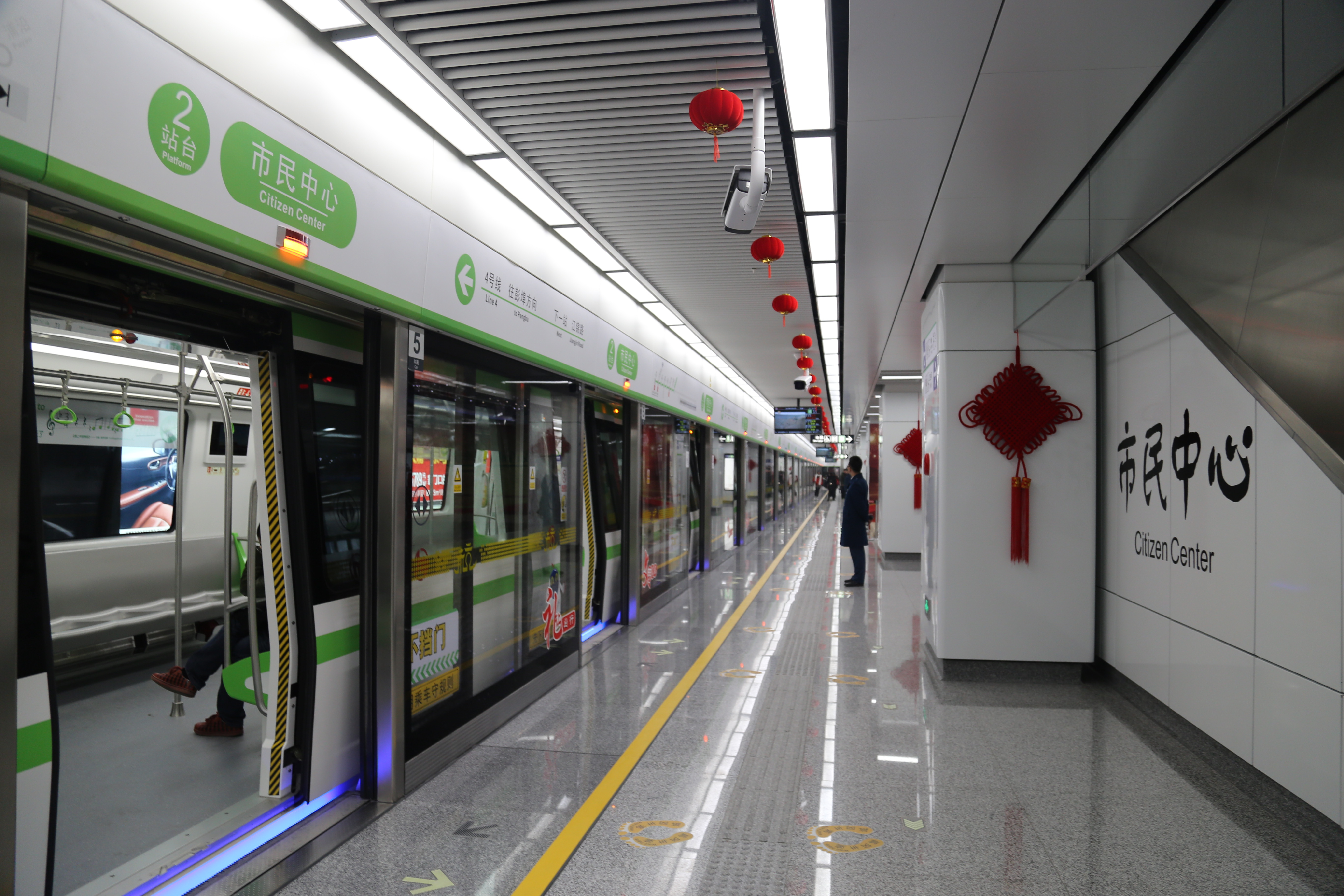
4号線ホーム
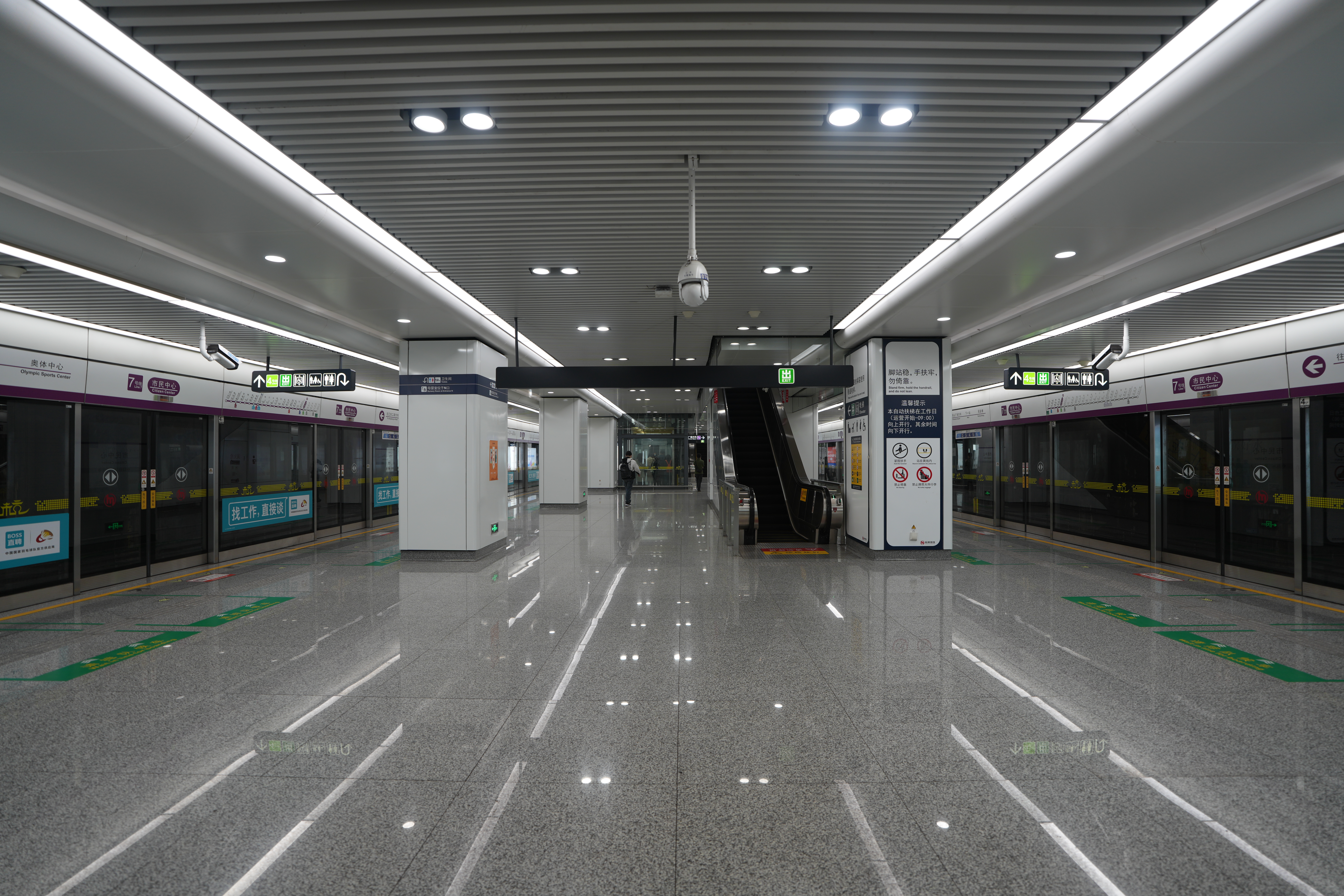
7号線ホーム

| 路線                   | 方向 | 行先                       |
| ---------------------- | ---- | -------------------------- |
| 4号線ホーム（地下2階） |      |                            |
| ■ 4号線                | 下り | 浦沿方面                   |
| ■ 4号線                | 上り | 火車東站・池華街方面       |
| 7号線ホーム（地下3階） |      |                            |
| ■ 7号線                | 下り | 呉山広場方面               |
| ■ 7号線                | 上り | 蕭山国際機場・江東二路方面 |

（出典：杭州地下鉄:站内空間示意圖）
- 4号線ホーム
- 7号線ホーム

## 駅周辺
- 杭州市民中心（中国語版） - A2・D2出入口直結
  - 杭州市城市規劃展覧館（中国語版）
  - 杭州市人民政府（中国語版）
  - 杭州市政務服務中心
  - 杭州図書館（中国語版）
- 波浪文化城（中国語版）
  - 砂之船国際生活広場（中国語版） - J・K・L・M2出入口直結
- 杭州大劇院（中国語版）
- 杭州国際会議中心（中国語版）
  - インターコンチネンタルホテル 杭州
- 高徳置地広場（中国語版） - G出入口直結
- 利有商務ビル
- 浙江財富金融中心（中国語版）
- 迪凱銀座（中国語版） - N1出入口直結
- 杭州中国移動ビル（中国語版）
- 中信銀行
- 泛海国際中心
- 城市陽台
- 9号線 新業路駅

## 隣の駅
杭州地下鉄
■ 4号線
城星路駅 - 市民中心駅 - 江錦路駅
■ 7号線
観音塘駅 - 市民中心駅 - 奥体中心駅